# ランディ・ジョンソン (クォーターバック)
ランディ・ジョンソン（Randy Johnson、1944年6月17日 - 2009年9月17日 ）はテキサス州サンアントニオ出身のアメリカンフットボール選手。ポジションはクォーターバック。

## 経歴
テキサス州サンアントニオで生まれ育った彼は、1962年にサム・ヒューストン高校を卒業後、テキサスA&I大学でプレーした。チームメートには後にプロフットボール殿堂入りを果たすジーン・アップショーがいた。1964年にはローンスター・カンファレンスのMVPに選ばれた。
1966年のNFLドラフト1巡全体16位でその年NFLに加入したアトランタ・ファルコンズに指名されて入団、チーム史上最初の先発QBとなった。ファルコンズの先発QBとして8勝28敗1分の成績を残した。またその年のAFLドラフト4巡でデンバー・ブロンコスからも指名された。
1969年11月16日のシカゴ・ベアーズ戦で4TDパスを投げて48-31で勝利、週間最優秀攻撃選手に選ばれた。
1971年シーズン開幕前にファルコンズを退団した。その後、ニューヨーク・ジャイアンツ、ワシントン・レッドスキンズ、グリーンベイ・パッカーズ及びワールド・フットボール・リーグのホノルル・ハワイアンズにも所属した後、1977年に現役を引退した。ファルコンズ以外のNFLチームで先発出場したのは5シーズンでわずか10試合にとどまった。
プロで通算1286回のパス中647回成功（パス成功率50.3%）、8329ヤードを獲得、51タッチダウン、90インターセプトの数字を残した。またランで573ヤード、10タッチダウンをあげた。
現役引退後、ビジネスに失敗した彼は離婚、破産を経験した。
2009年9月17日、ノースカロライナ州ブレバードで65歳で亡くなった。